# Kémiai képlet
A kémiai képlet (vagy régies nevén vegyképlet) a vegyületek rövid kémiai jelölésére szolgál, bemutatja azok alkotórészeit, felvilágosítást ad összetételükről és szerkezetükről.
A különböző képletek felírása és jelrendszere nemzetközi szinten szabályozott.

## Az ionvegyületek képlete
- Az ionképlet megmutatja az ionrácsban levő ionok számarányát: NaCl; Na2S; AlCl3; Al2O3; CuSO4 stb.

## A molekuláris vegyületek képletei

### Tapasztalati képlet
A tapasztalati képlet a vegyület sztöchiometriai összetételét adja meg és az elemek egymás mellé írt vegyjelét tartalmazza. A vegyjelek alsó indexe fejezi ki az összetevők legegyszerűbb arányát. A tapasztalati képlet nem minden esetben adja meg, melyik vegyületről van szó. 
Pl. CH2 (ez megfeleltethető pl. az eténnel és a propénnel is).

### Molekulaképlet
A molekulaképlet vagy összegképlet a valóságban önállóan létező molekula minőségi és mennyiségi összetételét fejezi ki, amely alapján kiszámítható a relatív molekulatömeg. Megegyezhet a tapasztalati képlettel.
Pl. C2H4 (etén).
A Hill-képlet az összegképlet atomjainak sorrendjét szabja meg. Ha a molekulában van szén, a képlet a szén- és hidrogénatomok számával kezdődik, ezt követi a többi atom ábécérendben. Ha a molekulában nincsen szén, valamennyi atom (a hidrogént is beleértve) ábécésorrendben szerepel. Pl. a kénsav szokásos összegképlete H2SO4, ez a Hill-rendszerben H2O4S. A kálium-hidroxid szokásos képlete KOH, a Hill-rendszerbelié HKO. A rendszer az összegképlet szerinti keresést egyszerűsíti le.
A Hill-féle rendszer az összegképletek rendezését is megadja (összegképlet-lista esetén): az atomok ábécésorrendjében, azon belül az atomszám szerint sorolja fel őket.

### Szerkezeti képlet (más néven konstitúciós képlet vagy síkképlet)
A különböző szerkezeti képletek a molekulák szerkezetét is leírják, különböző, kiemelt szempontok szerint; feltüntetik a molekulát alkotó atomok kapcsolódását és azok térbeli elrendeződését.
A konstitúciós képlet külön-külön feltünteti a molekulában lévő összes kovalens kötést. Pl. az etén szerkezeti (konstitúciós) képlete: 
A félkonstitúciós (gyökcsoportos) képlet csak a szénatomok közötti kötéseket tünteti fel: H2C=CH2
Az egyszerű vonalképlet csak a szénvázat tünteti fel. Az etén esetén ez csak két vonal (mely a kettős kötéssel összekapcsolt két szénatomot jelenti): . A benzol egyik gyakori ábrázolásmódja: 
A szerkezeti képletben megadhatók a molekula jellemzői is, pl. kötésszög, vagy kötéstávolság: .
A legvalósághűbben azonban a molekulamodell segítségével lehet jellemezni a molekulát: .   Az etén interaktív 3D molekulamodellje itt Archiválva 2021. január 2-i dátummal a Wayback Machine-ben található, ahol megmérhető a kötésszög és a kötéstávolság is.
A szerves kémia részletesen tárgyalja a szerves vegyületek szerkezeti képletét.

## Kapcsolódó lapok
- Vegyületek összegképlete (lista magyar Wikipédiában található vegyületek összegképleteiről)